# Bududa (district)
Le district de Bududa est un district de l'est de l'Ouganda, à la frontière avec le Kenya. Sa capitale est Bududa.

## Histoire
Ce district a été créé en 2010 par séparation du district de Mbale.

### Catastrophes naturelles
Le district de Bududa,  situé au pied du mont Elgon, est une zone à haut risque de glissement de terrain. En 2018, au moins 41 personnes ont été tuées à la suite du débordement d’une rivière dans la région ; en 2010, une centaine de personnes étaient déjà mortes lors d’un glissement de terrain. Des catastrophes similaires ont eu lieu en 2011, en 2012 et en 2016.
Au moins cinq personnes ont été tuées et des dizaines d’autres portées disparues à la suite de glissements de terrain provoqués par de fortes pluies le 5 juin 2019. Plus de 100 000 personnes vivant en précarité sur les pentes du mont Elgon sont en grand danger et doivent être relogées pour éviter le risque de glissements de terrain, selon les autorités.